# Andrey Kasparov
Andrey Rafailovich Kasparov (armenisch: Անդրեյ Րաֆաիլի Կասպարով, russisch: Андре́й Рафаи́лович Каспа́ров, geboren am 6. April 1966) ist ein armenisch-amerikanischer Pianist, Komponist und Professor, der sowohl die amerikanische als auch die russische Staatsbürgerschaft besitzt.

## Biographie

### Frühes Leben und Ausbildung
Kasparov wurde am 6. April 1966 in Baku, Aserbaidschan, in eine Familie armenischer Abstammung geboren. Er begann sein Musikstudium im Alter von sechs Jahren und zog mit fünfzehn nach Moskau. Später trat er dem Moskauer Staatskonservatorium bei und schloss es 1989 bzw. 1990 mit Auszeichnung in Komposition und Klavier ab. Am Konservatorium studierte er Harmonielehre und Kontrapunkt bei dem Musikwissenschaftler und Musiktheoretiker Juri Cholopow. Zu seinen Klavierlehrern gehörten Nina Emelianova, Vladimir Bunin, Sergei Dizhur, Dmitri Sacharov und Victor Merzhanov. Sein Studium in Komposition begann er bei Tatyana Chudova und Tikhon Khrennikov, später setzte er es privat bei Alexandr Chaikovsky fort. 1985 erhielt er beim All-UdSSR-Kompositionswettbewerb den dritten Preis für seine Toccata für Klavier und 1987 den zweiten Preis für seine sechs Aphorismen für Flöte, Violine und Cello.
Kasparov promovierte anschließend 1999 in Komposition an der Jacobs School of Music der Indiana University in Bloomington bei Claude Baker, Wayne Peterson, Harvey Sollberger und Eugene O’Brien sowie dem Dirigenten Thomas Baldner. Er nahm 1996 an Kursen für Neue Musik in Darmstadt teil. 1997 erhielt er beim Internationalen Komponistenwettbewerb von Prokofjew den zweiten Preis für seine Klaviersonate Nr. 2, eine Arbeit an zwei kontrastierenden Zwölftonreihen.

### Professionelle Karriere
Kasparov unterrichtet als Professor für Musik an der Old Dominion University in Norfolk, Virginia, Komposition, Klavier und allumfassende Musiktheorie und leitet das Neue Musikensemble.
Zwischen 1998 und 2008 leitete Kasparov Creo, das an der Old Dominion University ansässige Ensemble für zeitgenössische Musik. Die letzte Aufführung der Gruppe im März 2008 beinhaltete die Premiere von Kasparov's Komposition Tsitsernakabert für modernen Tanz und sechs Musiker: Altflöte, Bass-/Kontrabassflöte, Violine, zwei Schlagzeuger und Mezzosopranistin. Unter den teilnehmenden Künstlern waren Mitglieder der Second Wind Dance Company und die Mezzosopranistin Lisa Relaford Coston. Das von Beverly Cordova Duane und Christina Yoshida gemeinsam choreografierte Werk wurde mit acht Tänzern eröffnet, die in einem Kreis posierten und in einem Tableau, das an das gleichnamige Denkmal für die Opfer des Völkermords an den Armeniern erinnert, zur Mitte des Kreises geneigt waren. Kasparov hatte zuvor 2005 in Zusammenarbeit mit dem Choreografen Jelon Vieira mit der Second Wind Dance Company an Iao gearbeitet, einem Originalwerk für Tanz, Mezzosopran und Schlagzeug, das Elemente des traditionellen afro-brasilianischen Tanzes und der brasilianischen Kampfkunst Capoeira enthielt.
Neben seiner Karriere als Komponist und Akademiker tritt Kasparov als Konzertpianist auf. Seine Diskographie umfasst mehrere Plattenlabels, darunter Albany Records und Naxos Records. Seit 2009 teilt er die künstlerische Leitung des Norfolk Chamber Consort mit seiner Frau und Pianistin Oksana Lutsyshyn. Zusammen sind sie Mitbegründer des Invencia Piano Duo.

### Arbeit an Werken von Béla Bartók
Ab 1994 begann Kasparov in Zusammenarbeit mit Peter Bartók und Nelson Dellamaggiore mit der Erforschung von Schnittprojekten für Béla Bartóks Klavierkonzert Nr. 3 und sein Bratschenkonzert. 1994, bei der Weltpremiere der überarbeiteten Ausgabe von Béla Bartóks Klavierkonzert Nr. 3 war Kasparov Solist bei den Columbus Indiana Philharmonic (ehemals Columbus Pro Musica).

### Hommages Musicaux
Zu Ehren des verstorbenen Claude Debussy gab die französische Musikzeitschrift La Revue musicale 1920 Werke zeitgenössischer Komponisten und Konzertkünstler in Auftrag. Die Sammlung wurde unter dem Titel Tombeau de Claude Debussy veröffentlicht. Ermutigt durch den Erfolg dieser Premiere-Zusammenarbeit, schlug Herausgeber Henry Prunières eine zweite Widmungsarbeit vor. 1922 veröffentlicht, arbeiteten sieben Studenten von Gabriel Fauré daran, Hommage à Gabriel Fauré zu produzieren. 2007 von Albany Records veröffentlicht, mit den Geigern Desiree Ruhstrat und Pavel Ilyashov, dem Cellisten David Cunliffe, dem Gitarristen Timothy Olbrych und der Mezzosopranistin Lisa Relaford Coston, produzierte das Invencia Piano Duo (Andrey Kasparov und Oksana Lutsyshyn) Hommages Musicaux, das beide Tombeau de Claude Debussy und Hommage à Gabriel Fauré enthielt.

### Arbeit an Werken von Florent Schmitt und Paul Bowles
Mitte der neunziger Jahre wurde das Invencia Piano Duo während der Produktion von Hommages Musicaux in den Katalog des Komponisten Florent Schmitt aufgenommen. Die Aufnahme war als Hommage an Claude Debussy und Gabriel Fauré gedacht und zeigte Tombeau de Claude Debussy und Hommage à Gabriel Fauré. In jedem dieser Zyklen war eines von Schmitts Werken für Klavier enthalten.
Kasparovs Engagement für Florent Schmitts Duo-Piano-Musik in Zusammenarbeit mit Oksana Lutsyshyn gipfelte in der Veröffentlichung von vier CDs von Naxos Records als Teil seiner Grand Piano-Reihe.
Band 1, herausgegeben im Jahr 2012, enthielt Schmitt's Trois Rapsodies, Op. 53 und die erste Aufnahme von Schmitt's Sept pièces, Op. 15, komponiert 1899. Das Album endete mit einem bisher unveröffentlichten Werk, Rhapsodie parisienne. Es wurde 1900 komponiert und ist eines von zwei unveröffentlichten Duetten von Schmitt. Laut Kasparov deuteten Bleistift Notationen in der Partitur darauf hin, dass der Komponist sie für eine spätere Orchestrierung vorgesehen hatte. Die Sondergenehmigung zur Aufnahme von Rhapsodie parisienne wurde von Frau Annie Schmitt, Enkelin von Florent erteilt. Der erste Band wurde im Mai 2013 von MusicWeb International und Naxos Records als „Aufnahme des Monats“ und „Critics 'Choice“ ausgezeichnet. Es ist unklar, ob viele von Schmitts Werken für Klavierduett vor der Wiederbelebung seiner Kompositionen durch das Invencia Piano Duo jemals formelle öffentliche Aufführungen in Europa erhalten hatten. Eine Reihe scheint von Schmitt als Klavier-Etüden komponiert worden zu sein, insbesondere die beiden Uraufnahmen Sur cinq notes, Op. 34 und Acht leichte Stücke, Op. 41, die in Band 2 enthalten waren. Kasparov behauptet, dass Schmitt mit einer Kompositionsmethode experimentierte, die auf den ersten fünf Noten der diatonischen Skala basiert. Ein Ansatz, den später Igor Strawinsky in seinen Fünf einfachen Stücken für Klavierduett, veröffentlicht 1917, und seine Les cinq doigts für Soloklavier, veröffentlicht 1921, verfolgte.
Band 3 erlaubte die Debütaufnahmen eines zwischen 1895 und 1902 komponierten Werkes mit sechs Sätzen, Musiques foraines, Op. 22 und die Marche du 163 R.I., Op. 48. Band 4 enthielt eine weitere Komposition von Schmitt, die aus den fünf gesetzten Noten des Primo-Teils, Trois pièces récréatives, Op. 37. Das gleiche Album enthielt die allererste Ausgabe von Lied et Scherzo, Op. 54, in Schmitts Version für Klavier zu vier Händen, gespielt auf zwei Klavieren; 1910 komponiert für doppeltes Holzbläserquintett; alternative Ausgaben dieses Stückes wurden auch vom Komponisten für Horn und Klavier sowie Cello und Klavier vorbereitet.
Ab November 2016 wurde bekannt gegeben, dass alle vier Bände in einer Box auf dem Grand Piano-Label von Naxos Records verfügbar sein werden. Die Veröffentlichung war für Januar 2017 geplant.
Kasparov restaurierte zudem die Originalmanuskripte eines Arrangements von Blue Mountain Ballads (1946) als Duette, die Paul Bowles (vor allem als Autor bekannt) hinterließ.

## Auszeichnungen
- Dritter Preis, All-UdSSR-Kompositionswettbewerb (1985). Zweiter Preis, All-UdSSR-Kompositionswettbewerb (1987). Zweiter Preis, Prokofiev International Composers Competition (1997). Albert-Roussel-Preis, Orléans Internationaler Klavierwettbewerb für Musik des 20. Jahrhunderts (1998).[35][36][37] Plus Award, ASCAP (1999–2011, 2013, 2015).[38] Preisträger des Nationalen Wettbewerbs der Komponisten der Contemporary Record Society für Komponisten.[39]

## Kompositionen

### Originale Werke
- Toccata für Klavier (1983).[40][41][42] Sechs Aphorismen für Flöte, Violine und Cello (1987). Klaviersonate Nr. 1 nach armenischen Sharakans (1988).[43] Sinfonie der drei Zyklen für Sinfonieorchester (1988-1989). Drei Gebete für Streichquartett (1993; überarbeitet 1998).[44] Klaviersonate Nr. 2 (1994).[45][46] Perestroika für Orchester (1998).

Ab 1998 enthält die Komposition ein Orchester, das ohne Ordnung neu abstimmt und vor einem endgültigen Zusammenbruch seine Sitzordnung ändert. Das Dröhnen der Menge wird durch die Rede der Musiker nachgeahmt, in der Wörter aus dem Lexikon der politischen Gefangenen und Russische Euphemismen unter Verwendung eines erweiterten Wortschatzes gesprochen werden. Enthalten sind musikalische Zitate aus den 1930er Jahren, La Marseillaise und die Hymne der UdSSR.
- Nocturne für Fagott, Harfe, Klavier und Kontrabass (1998).[49] Michal für Soloklarinette (2000).[50][51] Variationen über ein Thema von Mark Schultz für Horn und Klavier (2001).[52] Fantasie über lutherische Chöre für Klavier zu vier Händen (2004).[53][54][55][56] Iao für modernen Tanz, Mezzosopran und Schlagzeug (2005).
- Tsitsernakabert für modernen Tanz und sechs Musiker: Altflöte, Bass- / Kontrabassflöte, Violine, zwei Schlagzeuger und Mezzosopran (2008).[57][58]

- Ave Maris Stella für Bassblockflöte, großartige Bassblockflöte und Bass Viola da Gamba (2010).[59] Ab 2011 basiert die Arbeit auf der liturgischen Hymne Ave Maris Stella (Hagelstern des Meeres) von Guillaume Dufay.[60]

- Cadenza für LvB für Soloklavier (2010-2011); Version für Klavierduo (2015). Die Komposition basiert auf ausgewählten harmonischen und melodischen Ausschnitten aus Beethovens Klaviertrio Nr. 3 c-Moll op. 1.[61][62]

- Rhapsody on Hassidic Tunes für Solovioline (2012).[63][64][65] Lorca, Opernzyklus in 5 Teilen; Libretto von Christopher Sawyer-Lauçanno. Teil I (2015)

### Arrangements
- La Valse, Maurice Ravel (1875–1937); arrangiert für Klavier zu vier Händen (2008).[66] Oblivion, Astor Piazzolla (1921–1992); arrangiert für Soloklavier (2012).[67] Totentanz, Franz Liszt (1811–1886); arrangiert für zwei Klaviere (2014).[68][69] Mes de Mayo, Baby, Baby, Aprilscherz, Paul Bowles (1910-1999); arrangiert für Klavierduett (2014).[70][71] Blue Mountain Balladen, Paul Bowles (1910-1999); arrangiert für Klavierduett (2014). Bücher 1 und 2 von Iberia, Isaac Albéniz (1860-1909); arrangiert für Klavierduo (2015). Divertissement vom Nussknacker, Pjotr Tschaikowsky (1840-1893); arrangiert für Klavierduett (2016). Vers la flamme, Alexander Scriabin (1872–1915); arrangiert für Klavierduo (2018).[72] Hauptthema von Darling Lili, Henry Mancini (1924–1994) und Johnny Mercer (1909–1976); arrangiert für symphonisches Bläserensemble (2018).

## Diskographie

### Als Komponist
- Vienna Modern Masters: o On and Off the Keys: Music for Solo Instruments and Small Ensemble, Distinguished Performers Series IV (Andrey Kasparov, Piano Sonata No. 2)[73] o Twentieth Century Classics: Music for Piano and Strings, Distinguished Performers Series III (Andrey Kasparov, Toccata for piano)[74] o Music from Six Continents (1999 Series) (Andrey Kasparov, Perestroika for orchestra)[75][76] ● Contemporary Record Society: o Four Paintings: Contemporary American Composers (Andrey Kasparov, Toccata for piano)[77] ●  Atlantic Music Artist Agency: New Music in Ukraine, Chamber Ensemble (4) (Andrey Kasparov, Michal for solo clarinet)[78]

### Als Künstler
Columbus Indiana Philharmonic
- Rachmaninoff by Kasparov. Sergei Rachmaninoff: Piano Concerto No. 2, Op. 18; Sergei Rachmaninoff / Franz Behr, Polka de W.R. (Encore)[79]

Albany Records
- Hommages Musicaux. Two collections of compositions honouring the memories of Claude Debussy and Gabriel Fauré (Invencia Piano Duo)

- Ignis Fatuus. Works by Adolphus Hailstork (Invencia Piano Duo):[80][81][82][83][84][85]

Naxos Records
- Paul Bowles: Complete Piano Works – Vol. 1[86]

- Paul Bowles: Complete Piano Works – Vol. 2[87]

- Florent Schmitt: Complete Original Works for Piano Duet and Duo – Vol. 1-4 (Invencia Piano Duo)[88][89][90][91]